# Wypożyczalnia wideo

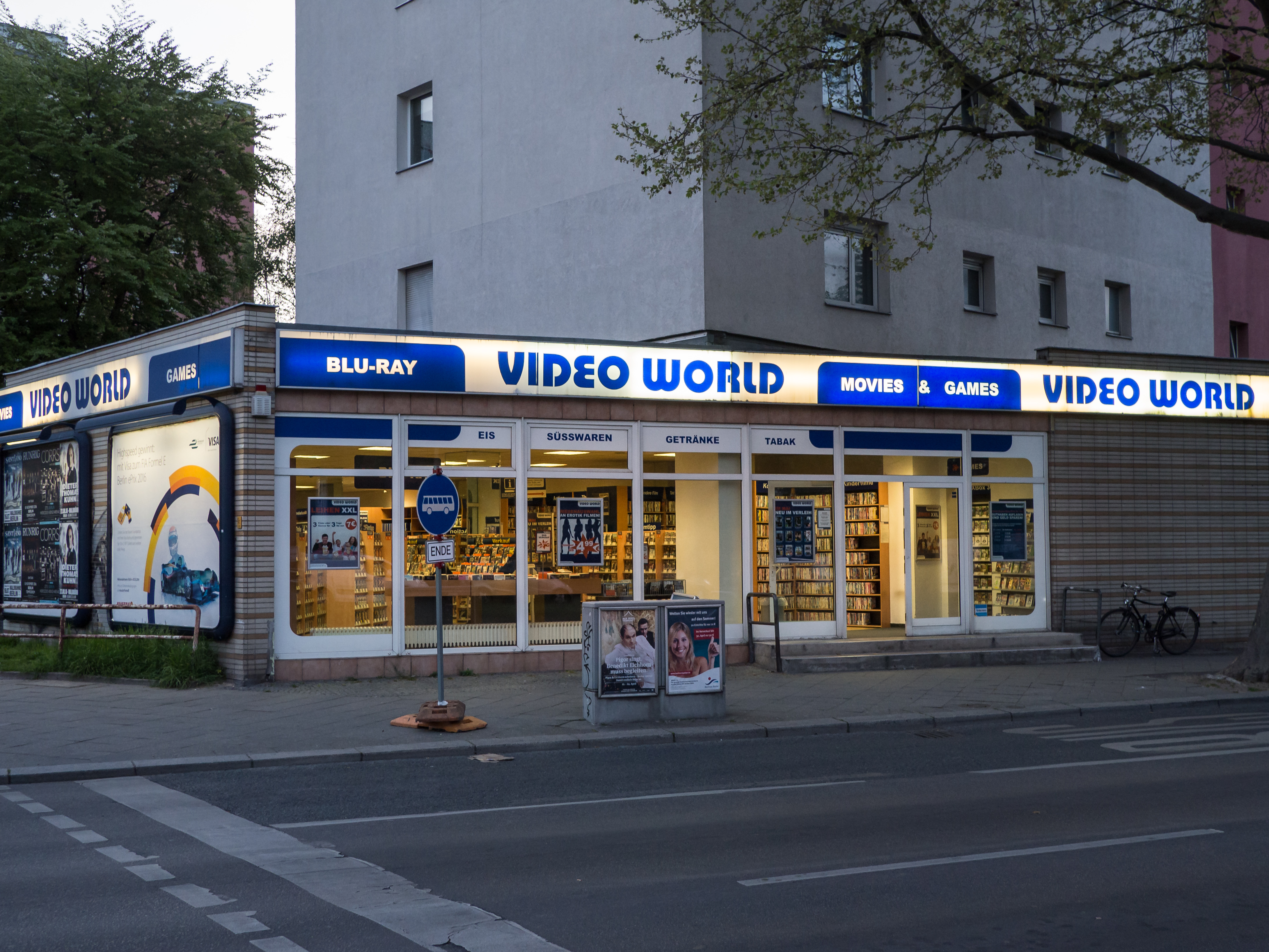
Wypożyczalnia filmów wideo
w Berlinie

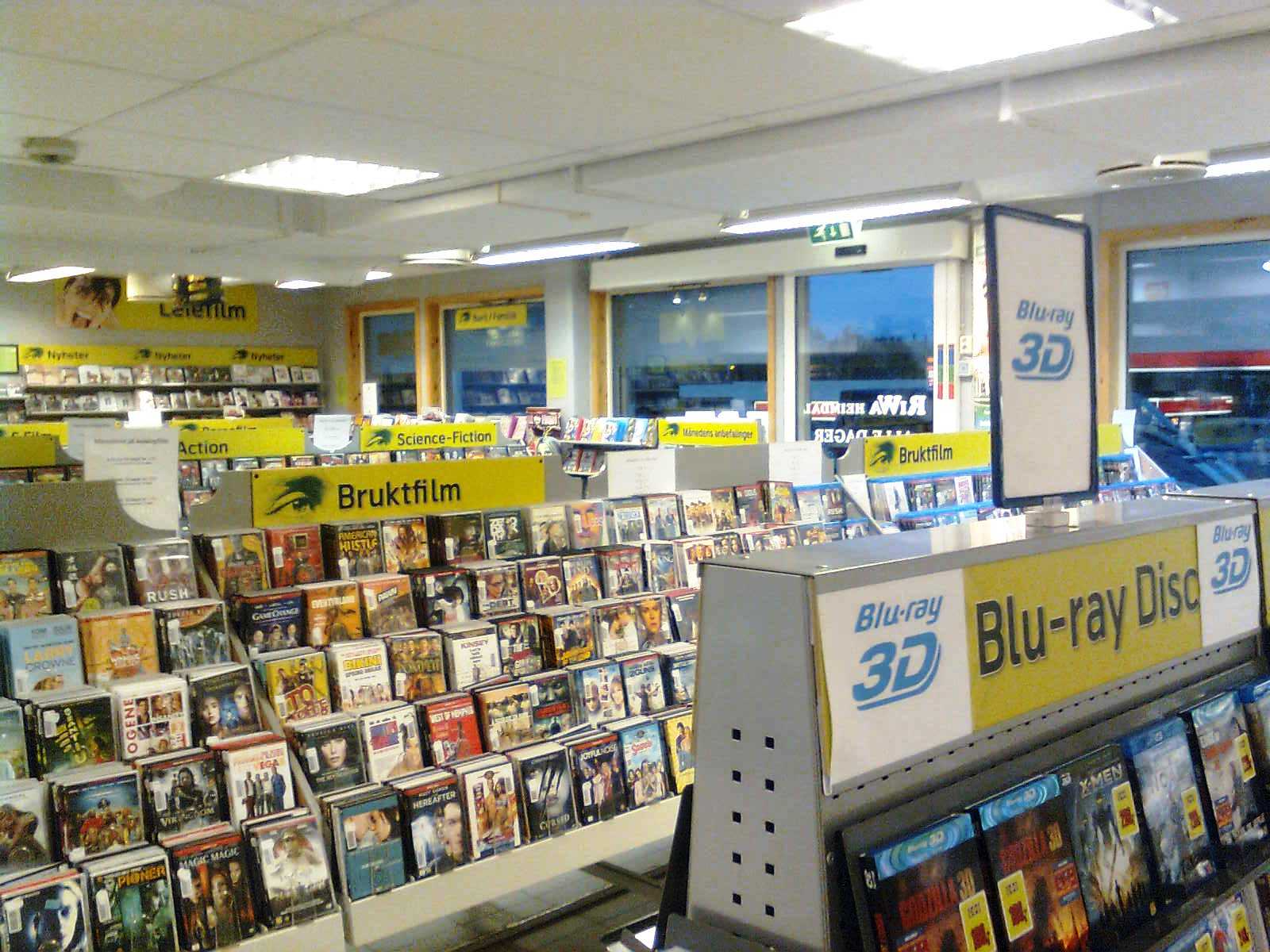
Ostatnia stacjonarna wypożyczalnia wideo w Trondheim (Norwegia), zamknięta w 2016 roku

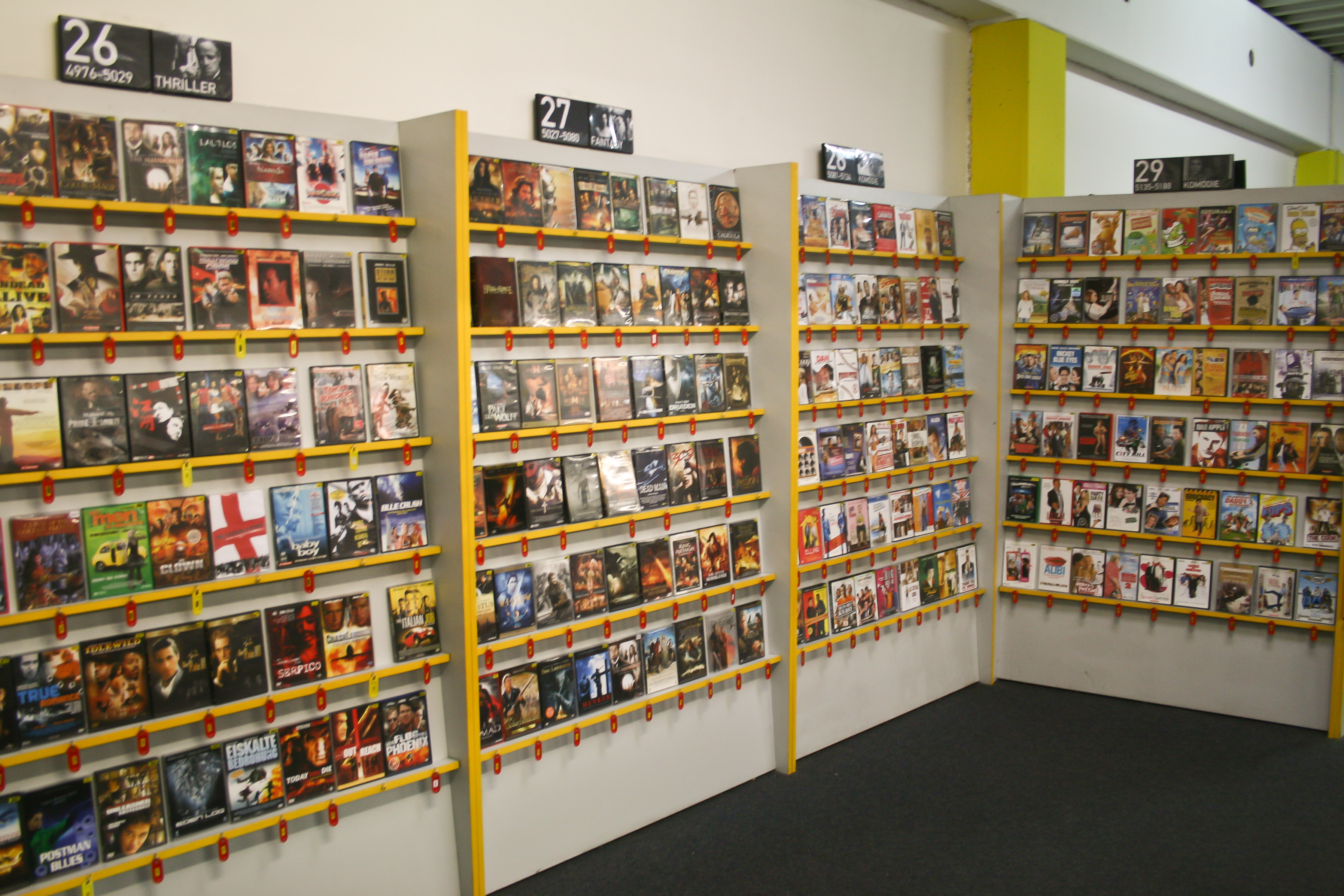
Półki z filmami w wypożyczalni

Wypożyczalnia wideo – punkt usługowy oferujący początkowo wypożyczanie kaset wideo, a następnie innych nośników danych z filmami, muzyką oraz popularnymi programami. W Polsce rynek wypożyczalni rozwinął się w latach 90. XX w. (kasety wideo). Tradycyjne, stacjonarnie wypożyczalnie wideo niemal zanikły w drugiej dekadzie XXI w. Nie wytrzymały konkurencji rynkowej z nowszymi pojawiającymi się technologiami, jak platformy cyfrowe, internetowe wypożyczalnie filmów. Współcześnie wypożyczalnie wideo funkcjonują niemal wyłącznie poprzez media strumieniowe (np. Showmax, Player, Netflix).